# 제주신화역사공원
제주신화역사공원(濟州神話歷史公園, Jeju Myths and History Theme Park)은 제주특별자치도 서귀포시 안덕면 서광리 일원에 조성되는 공원으로 2004년부터 사업이 시작되었다. 제주국제자유도시개발센터(JDC)가 추진하는 핵심 프로젝트 중 하나이다.

## 위치
넙게오름이 있는 서광리와 구억리일대는 18세기 이후 상동 동쪽과 서쪽에 사람들이 거주하기 시작하면서 마을이 형성되었다. 1914년 일제 강점기 때 행정구역을 통폐합하면서 안성리의 일부였던 ‘구석밧’ 일대를 분리하여 구억리라 불렀다. 제주신화역사공원은 서귀포시 안덕면 일원에 3,985,601m2(약 121만평)의 대규모로 세워지는 공원이다.

### 제주항공우주박물관
2014년 4월 24일 개관한 제주항공우주박물관(Jeju Aerospace Museum, JAM)은 제주국제자유도시개발센터(JDC)가 미래 첨단 분야인 항공과 우주를 테마로 해 교육과 엔터테인먼트를 접목해 설립해 운영하고 있는 체험형 항공우주 전문 테마박물관이다.
서귀포시 안덕면 서광리 일대 32만9838m2(약 10만평) 부지에 지상 4층(전망대 포함), 지하 1층 등 건축 연면적 2만9987m2(약 9100평)에 사업비 1150억여원이 투입됐다. 제주항공우주박물관 사업부지는 서귀포시 서북쪽에 위치하여 접근이 용이하고 120만여평의 신화역사공원내에 위치하여 시너지 효과를 누릴 수 있고 인근에 오설록박물관, 한림공원, 분재예술원, 소인국테마파크, 송악산, 산방산, 추사기념관, 녹차단지, 제주조각공원 등이 위치하여 관광연계가 가능하다는 평가를 가지고 있다.

### 제주신화월드

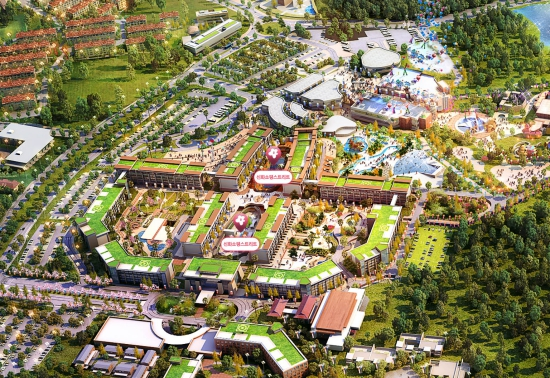
제주신화월드 조감도

제주신화월드는 제주신화역사공원 내 조성되고 있는 대한민국 최대 규모의 복합리조트로서 2017년 4분기부터 순차적 개장을 시작으로 2019년 완전 개장될 예정이다. 조성 사업자는 람정제주개발(주)로 모체는 홍콩 란딩인터내셔널로 딩그룹 앙지혜(仰智慧) 회장이 제주를 방문했다 제주의 아름다운 경관 등을 보고 직접 투자를 결정하게 되었다. 제주신화월드의 쇼핑 및 식음료 시설 운영을 위해 국내 프리미엄 유통 분야의 선두 기업인 ㈜신세계와 파트너로 협력할 예정이며, 국내 대표적 연예기획사인 YG 엔터테인먼트 및 유명 애니메이션 전문기업 ㈜투바앤과 파트너십을 맺고 복합 리조트 내에서 세계적인 수준의 엔터테인먼트 쇼와 이벤트를 선보일 예정이다. 더불어 제주신화월드 내 고급 호텔과 콘도 및 빌라 운영을 위해 선별된 세계적 프리미엄 호텔 브랜드와 함께 협업할 계획이다.
제주 신화월드는 부지면적이 약 250만m2에 달하며 세계의 신화와 전설을 주제로 한 7개의 테마 존에 20여 가지의 놀이기구를 갖춘 가족형 테마파크, 대규모 쇼핑 및 다이닝 시설 등이 들어서게 된다. 또 프리미엄급 호텔 시설에는 2000실 이상의 객실을 보유한 호텔과 최고급 빌라, 제주 최초의 6성급 호텔, 럭셔리 스파, 국제회의나 전시행사 등 다양한 이벤트를 진행할 수 있는 마이스(MICE) 시설이 마련된다. 아울러 1500여 개의 휴양 콘도미니엄과 빌라뿐 아니라 카지노 시설과 문화시설, 레저 및 엔터테인먼트 시설 조성이 계획돼 있으며, 이 모든 시설은 2019년 완전 개장될 예정이다.
특히 앙지혜(仰智慧) 회장이 투자를 결정하면서 제주의 아름다운 환경을 보호하고, 제주도민과 함께 상생하며, 제주도의 법과 질서 준수 원칙을 제시했다. 제주도가 제주신화월드의 허가조건으로 제시한 전체 고용인원 80% 이상의 도민 채용과 지역건설 업체 50%이상 참여 등이 성실히 준수되고 있거나 계획되고 있는 가운데 제주도가 이를 다른 투자사업에도 적용하기로 함으로써 신화역사공원 프로젝트는 대규모 투자기업의 모범사례로 받아들여지고 있다.

## 역사
제주신화역사공원의 사업은 2006년 12월 관광단지 조성계획 승인이 이뤄지면서 2007년 4월 부지조성공사가 착수, 2011년 완료됐었고 2013년 홍콩의 란딩그룹과의 투자협약하였다. 제주신화역사공원에는 제주와 세계의 신화와 역사, 문화를 테마로 하는 한국형 복합리조트의 조성으로 관광시장규모의 확대 및 제주국제자유도시로의 개발 기반이 마련하게 된다.
제주신화역사공원에 조성되는 복합리조트는 총 사업비 2조6042억원을 투입해 251만9000m2 부지에 페르시아ㆍ히말라야ㆍ잉카ㆍ이집트 등 동서양 신화,역사,문화를 반영한 테마파크를 조성할 예정이다. 테마거리, 관광호텔, 컨벤션센터, 휴양리조트 등을 갖춘 복합리조트로 개발된다.

## 같이 보기
- 넙게오름
- 남송이오름
- 제주신화월드
- 람정제주개발
- 제주영어교육도시
- 제주국제자유도시개발센터